# Descomposició polar
En matemàtiques, i més concretament en àlgebra lineal i anàlisi funcional, la descomposició polar d'una matriu o d'un operador lineal és una factorització anàloga a la forma polar d'un nombre complex no-nul z com {\displaystyle z=re^{i\theta }\,} on r és el valor absolut de z (un nombre real positiu), i {\displaystyle e^{i\theta }} és el signe complex de z.

## Descomposició polar de matrius
La descomposició polar d'una matriu quadrada complexa A és una descomposició de matrius de la forma
{\displaystyle A=UP\,}
on U és una matriu unitària i P és una matriu hermítica semidefinida positiva. Intuïtivament, la descomposició polar factoritza A en una component que estira l'espai al llarg d'un conjunt d'eixos ortogonals, representada per P, i una rotació representada per U. La descomposició de la conjugada complexa de {\displaystyle A} ve donada per {\displaystyle {\overline {A}}={\overline {U}}} {\displaystyle {\overline {P}}}.
Aquesta descomposició sempre existeix, i si A és invertible, llavors és única, amb P definida positiva. Notem que
{\displaystyle \det A=\det U\,\det P=re^{i\theta }}
proporciona la corresponent descomposició polar del determinant d'A, ja que {\displaystyle \det P=r=|\det A|} i {\displaystyle \det U=e^{i\theta }}.
La matriu P sempre és única, encara que A sigui singular, i ve donada per
{\displaystyle P={\sqrt {A^{*}A}}}
on A* denota la transposada conjugada d'A. Aquesta expressió està ben definida, perquè una matriu hermítica semidefinida positiva sempre té una única arrel quadrada semidefinida positiva. Si A és invertible, llavors la matriu U ve donada per
{\displaystyle U=AP^{-1}.\,}
En termes de la descomposició en valors singulars d'A, A = W Σ V*, tenim
{\displaystyle P=V\Sigma V^{*}\,}
{\displaystyle U=WV^{*}\,}
la qual cosa confirma que P definida positiva i U és unitària.
També podem descompondre A de la forma
{\displaystyle A=P'U\,}
Aquí, U és com hem definit abans, i P′ ve donada per
{\displaystyle P'=UPU^{-1}={\sqrt {AA^{*}}}=W\Sigma W^{*}.}
Aquesta forma es coneix com a descomposició polar per l'esquerra o descomposició polar inversa. La descomposició anterior també es coneix com a descomposició polar per la dreta.
La matriu A és normal si i només si P′ = P. Llavors UΣ = ΣU, i és possible diagonalitzar U mitjançant una matriu de semblança unitària S que commuta amb Σ, donant S U S*  = Φ−1, on Φ és una matriu diagonal unitària de fases eiφ. Si definim Q = V S*, podem reescriure la descomposició polar com
{\displaystyle A=(Q\Phi Q^{*})(Q\Sigma Q^{*}),\,}
de tal manera que A admet també una descomposició espectral
{\displaystyle A=Q\Lambda Q^{*}\,}
amb valors propis complexos tals que ΛΛ* = Σ², i amb Q una matriu unitària de vectors propis complexos.

## Operadors afitats sobre un espai de Hilbert
La descomposició polar d'un operador lineal afitat A entre espais de Hilbert complexos és una factorització canònica com a producte d'una isometria parcial i un operador no-negatiu.
La descomposició polar per matrius es generalitza de la següent manera: si A és un operador lineal afitat, llavors existeix una única factorització d'A com el producte A = UP, on U és una isometria parcial, P és un operador autoadjunt no-negatiu, i l'espai inicial d'U és la clausura de la imatge de P.
És necessari relaxar les hipòtesis sobre U, de tal manera que sigui una isometria parcial en comptes d'unitària, perquè si A és l'operador de decalatge sobre ℓ²(ℕ), llavors |A| = {A*A}½ = I. De tal manera que si A = U |A|, U ha de ser A, que no és unitari.
L'existència d'una descomposició polar és una conseqüència del lema de Douglas:
| Si A i B són operadors afitats en un espai de Hilbert H, i A*A ≤ B*B, aleshores existeix una contracció C tal que A = CB. Addicionalment, C és única si Ker(B* ) ⊂ Ker(C). Lema de Douglas |

Podem definir l'operador C com C(Bh) = Ah, per a tot h de H, estès per continuïtat a la clausura de Ran(B), i per zero en el complement ortogonal fins a arribar a tot H. Llavors el lema es compleix, ja que A*A ≤ B*B implica que Ker(A) ⊂ Ker(B).
En particular, si A*A = B*B, llavors C és una isometria parcial, que és única si Ker(B* ) ⊂ Ker(C). En general per un operador afitat arbitrari A,
{\displaystyle A^{*}A=(A^{*}A)^{\frac {1}{2}}(A^{*}A)^{\frac {1}{2}},}
on (A*A)½ és l'única arrel quadrada positiva d'A*A donada pel càlcul funcional habitual. Pel lema, tenim
{\displaystyle A=U(A^{*}A)^{\frac {1}{2}}}
per a alguna isometria parcial U, que és única si Ker(A* ) ⊂ Ker(U). Prenem P igual a (A*A)½, i obtenim així la descomposició polar A = UP. Notem que podem emprar un raonament anàleg per demostrar que A = P'U' , on P'  és positiu i U'  és una isometria parcial.
En el cas que H sigui de dimensió finita, hom pot estendre U a un operador unitari; això no és cert en general (vegeu l'exemple anterior). Alternativament, podem obtenir una descomposició polar a partir de la versió per operadors de la descomposició en valors singulars.
Per les propietats del càlcul funcional continu, |A| pertany a la C*-àlgebra generada per A. Un resultat similar (però més dèbil) és cert per la isometria parcial: U pertany a l'àlgebra de von Neumann generada per A. Si A és invertible, la part polar U també pertany a la C*-àlgebra.

## Operadors no afitats
Si A és un operador no afitat tancat i definit densament entre espais de Hilbert complexos, també tenim una (única) descomposició polar
{\displaystyle A=U|A|\,}
on |A| és un operador autoadjunt no-negatiu (possiblement no afitat) amb el mateix domini que A, i U és una isometria parcial que s'anul·la en el complement ortogonal de la imatge Ran(|A|).
La demostració fa ús del mateix lema que en el cas anterior, que és vàlid per operadors no afitats en general. Si Dom(A*A) = Dom(B*B) i A*Ah = B*Bh per qualsevol h ∈ Dom(A*A), llavors existeix una isometria parcial U tal que A = UB. Aquesta U és única si Ran(B)⊥⊂ Ker(U). El fet que l'operador A sigui tancat i densament definit ens assegura que l'operador A*A és autoadjunt (amb domini dens) i, per tant, ens permet definir (A*A)½. Aplicant el lema obtenim la descomposició polar.

## Descomposició polar de quaternions
La descomposició polar de quaternions ℍ depèn de l'esfera {\displaystyle \{xi+yj+zk\in \mathbb {H} :x^{2}+y^{2}+z^{2}=1\}} de les arrels quadrades de -1. Donats un r qualsevol en aquesta esfera, i un angle –π < a ≤ π, el versor {\displaystyle e^{ar}=\cos(a)+r\ \sin(a)} pertany a la 3-esfera d'ℍ. Per a = 0 i a = π, el versor és 1 o −1 independentment de l'elecció de r. La norma t d'un quaternió q és la distància euclidiana des de l'origen fins a q. Quan un quaternió té part vectorial (és a dir, no és un nombre real pur), llavors existeix una descomposició polar única {\displaystyle q=te^{ar}\!.}

## Altres descomposicions planars
En el pla cartesià, existeixen altres descomposicions planars per anells:
- Si x ≠ 0, llavors z = x (1 + (y/x) ε) és una descomposició polar d'un nombre dual z = x + y ε, on ε² = 0 (és a dir, ε és nilpotent). En aquesta descomposició polar, es reemplaça la circumferència unitat per la recta x = 1, l'angle polar pel pendent y/x, i el radi x és negatiu en el semiplà esquerre.

- Si x² ≠ y², llavors la hipèrbola unitària x² − y² = 1 i la seva conjugada x² − y² = −1 determinen una descomposició polar basada en la branca de la hipèrbola unitària a través del punt (1,0). Si parametritzem aquesta branca per l'angle hiperbòlic a, podem escriure

{\displaystyle \cosh(a)+j\ \sinh(a)=\exp(aj)=e^{aj}}
on j² = +1 i hom utilitza l'aritmètica dels nombres complexos hiperbòlics. La branca que passa pel punt (−1,0) està recorreguda per −ea j. Com que la multiplicació per j realitza una reflexió per la recta y = x, la segona hipèrbola té branques parametrizades per jea j o −jea j. Per tant, un punt que pertanyi a un dels quadrants té una descomposició polar en una de les formes:
{\displaystyle re^{aj},-re^{aj},rje^{aj},-rje^{aj},\quad r>0}
El conjunt { 1, −1, j, −j } té un producte que el fa isomorf al grup de Klein.

## Càlcul numèric de la descomposició polar d'una matriu
Per calcular una aproximació de la descomposició polar A=UP, hom acostuma a aproximar el factor unitari U.
 La iteració es basa en el mètode d'Heró pel càlcul de l'arrel quadrada  i calcula, començant des de {\displaystyle U_{0}=A}, la successió
{\displaystyle U_{k+1}={\frac {1}{2}}\left(U_{k}+(U_{k}^{*})^{-1}\right)}, k=0,1,2,...
Hom escull la inversió i la conjugació hermítica de tal manera que, en la descomposició en valors singulars, els factors unitaris romanguin iguals, i llavors la iteració es redueix al mètode d'Heró sobre els valors singulars.
Es pot refinar aquesta iteració bàsica per accelerar el procés:
- En cada pas, o en intervals regulars, estimem l'amplitud del conjunt de valors singulars de {\displaystyle U_{k}}, i reescalem la matriu per obtenir {\displaystyle \gamma _{k}U_{k}} amb els valors singulars centrats al voltant d'1. Calculem el factor d'escalat {\displaystyle \gamma _{k}} tot usant les normes matricials de la matriu i de la seva inversa. Alguns exemples d'aquestes estimacions són:

{\displaystyle \gamma _{k}={\sqrt[{4\;}]{\frac {\|U_{k}^{-1}\|_{1}\,\|U_{k}^{-1}\|_{\infty }}{\|U_{k}\|_{1}\,\|U_{k}\|_{\infty }}}}}
que fa ús de les normes matricials induïdes per la suma per files i per columnes, o bé
{\displaystyle \gamma _{k}={\sqrt {\frac {\|U_{k}^{-1}\|_{F}}{\|U_{k}\|_{F}}}}}
que fa ús de la norma de Frobenius. Si incloem aquests factors d'escalat, la iteració queda com segueix:
{\displaystyle U_{k+1}={\frac {1}{2}}\left(\gamma _{k}U_{k}+{\frac {1}{\gamma _{k}}}(U_{k}^{*})^{-1}\right)}, k=0,1,2,...
- Es pot fer servir la descomposició QR com un pas preparatori, per tal de reduir una matriu singular A a una matriu regular més petita, i també en cada pas per accelerar el càlcul de la inversa.

- En comptes del mètode d'Heró per calcular les arrels de {\displaystyle x^{2}-1=0}, es poden fer servir altres mètodes d'ordre superior, com els basats en el mètode de Halley de tercer ordre, la qual cosa resulta en:

{\displaystyle U_{k+1}=U_{k}\left(I+3\,U_{k}^{*}U_{k}\right)^{-1}\left(3\,I+U_{k}^{*}U_{k}\right)}, k=0,1,2,...
Novament, es pot combinar aquesta iteració amb un reescalat. Aquesta fórmula en particular té l'avantatge de què es pot aplicar també a matrius A singulars o rectangulars.